# 大堀香奈
大堀 香奈（おおほり かな、1986年1月18日 - ）は、日本の元AV女優。Vanquish所属。

## 略歴・人物
2010年3月にAVデビュー。女子校生から人妻まで幅広い役柄をこなす巨乳のAV女優である。2012年12月に引退。

## 出演作品

### アダルトDVD
| 2010年                                                                              | 2010年                              | 2010年                 | 2010年                      | 2010年 |
| タイトル                                                                            | 発売日                              | メーカー               | 備考                        |        |
| ----------------------------------------------------------------------------------- | ----------------------------------- | ---------------------- | --------------------------- | ------ |
| 悪戯マンション 036                                                                  | 3月5日                              | ゴーゴーズ             |                             |        |
| 萌えあがる募集若妻 淫らに狂い出す身売り若妻 137 かなさん                            | 3月19日                             | プレステージ           |                             |        |
| 新・奥さんシリーズ［19］ 奥さん、カラダは正直だよほら、洪水だ…                      | 4月16日                             | ゴーゴーズ             | 「有里」名義                |        |
| デパ地下娘のいやらしい営み                                                          | 6月7日                              | オーロラプロジェクト   |                             |        |
| 仙台で見つけたマン屁でシャボン玉を膨らます女                                        | 6月10日                             | アキノリ               | 「久美子」名義              |        |
| ベロチュウ 3                                                                        | 6月18日                             | ゴーゴーズ             | オムニバス作品              |        |
| ちんちん丸出し男性客だらけの男湯で初めてのセックス                                  | 6月24日                             | SODクリエイト          | オムニバス作品              |        |
| 濡れ濡れびっちょまん 3                                                              | 6月26日（レンタル） 7月23日（セル） | クリスタル映像         | オムニバス作品              |        |
| 素人四畳半生中出し 人妻 由貴 29歳 甘い香りの保育園バイト妻                          | 6月30日                             | プラム                 |                             |        |
| 新・奥さんシリーズ［特別編］ 奥さん、友達同士二人仲良くAV出ちゃうの?                | 7月2日                              | ゴーゴーズ             |                             |        |
| 3D映画館痴漢                                                                        | 7月8日                              | ROCKET                 | オムニバス作品              |        |
| デカ尻素人 駅前ブルマ試着 東京丸の内OL編                                            | 7月22日                             | ディープス             | オムニバス作品              |        |
| 会社では言えない桃尻OLの事情                                                        | 7月25日                             | オーロラ・プロジェクト |                             |        |
| 泣きじゃくり 泣き虫美少女・涙ぼろぼろイラマチオ                                     | 8月15日                             | ドリームチケット       |                             |        |
| 病院で白衣の天使にしてほしいエッチな看護ベストテン                                  | 8月24日                             | ROCKET                 | オムニバス作品              |        |
| 巨乳過ぎる花屋の店員さん                                                            | 9月2日                              | グローリークエスト     |                             |        |
| あの娘の太ももにうもれたい!!                                                        | 9月3日                              | OFFICE K`S             | オムニバス作品              |        |
| 今、あなたの妻が抱かれてます。 25歳〜人妻なおこ                                     | 9月15日                             | 光夜蝶                 |                             |        |
| すっごく、恥ずかしいマ●コ                                                           | 9月15日                             | NON                    |                             |        |
| ソノ気二サセタラ、犯ラセテアゲル 撮り下ろし・4時間                                  | 9月15日                             | NON                    | オムニバス作品              |        |
| むっつりスケベな若妻はマン屁が出ちゃって恥ずかしい!                                 | 9月23日                             | ヒビノ                 |                             |        |
| 次の仕事が欲しいAV女優は、撮影現場の合間に控え室で、関係者に好き放題イジられている! | 10月1日                             | ヤブサメ               | オムニバス作品              |        |
| JKの恥ずかしいマンペ                                                                | 10月7日                             | グローリークエスト     |                             |        |
| パンスト猥褻遊戯                                                                    | 10月7日                             | グローリークエスト     | オムニバス作品              |        |
| 人妻自慰レシピ 欲情色野菜オナニー                                                   | 10月12日                            | ラハイナ東海           | オムニバス作品              |        |
| チ●ポがふやけるほどシャブるフェラチオ 4時間                                         | 10月15日                            | NON                    | オムニバス作品              |        |
| サイレントSEX…なのに止まらないマン屁                                                | 10月19日                            | ROOKIE                 |                             |        |
| 掘り出しデカップ素人ナマ中出し ぱーと6                                              | 10月19日                            | 胸キュン喫茶           | オムニバス作品 「みか」名義 |        |
| 恥ずかしすぎる下半身丸出しオフィス 〜マン屁を響かせるOLの羞恥〜                     | 10月25日                            | マドンナ               |                             |        |
| フェラコレ2010秋SP                                                                  | 10月25日                            | 隼エージェンシー       | オムニバス作品              |        |
| 今だから話せるAV女優の裏話 本当にあった!!整体に通って生姦までされた過去             | 11月5日                             | 映天                   |                             |        |
| 中出しザーメンでずぼオナニー2                                                       | 11月5日                             | 映天                   | オムニバス作品              |        |
| 妄想ディルドオナニー VOL.2                                                          | 11月5日                             | OFFICE K`S             | オムニバス作品              |        |
| 20センチ少年                                                                        | 11月15日                            | NON                    |                             |        |
| 近親相姦 義息に揉まれる豊乳母のやわらかな肢体                                       | 11月19日                            | VENUS                  |                             |        |
| 本当にイッてる指オナニー 6                                                          | 11月19日                            | OFFICE K`S             | オムニバス作品              |        |
| こだわりの手コキ 4時間SP 38人のハンドメイド 17                                      | 11月25日                            | 隼エージェンシー       | オムニバス作品              |        |
| 姉妹犯 3                                                                            | 12月3日                             | クリスタル映像         | オムニバス作品              |        |
| 「きつつきフェラ」                                                                  | 12月17日                            | セックスエージェント   | オムニバス作品              |        |
| 精飲秘密クラブ                                                                      | 12月19日                            | エムズビデオグループ   |                             |        |
| 巨乳淫乱女のキメ飲みザーメン狩り                                                    | 12月19日                            | 乱丸                   |                             |        |
| 橋田貴光のAV女優ガチ撮り 1 恋愛ベロ舐め濃厚汁SEX                                    | 12月20日                            | RYMANS                 |                             |        |
| あなた専用ティッシュになります                                                      | 12月24日                            | EROTICA                |                             |        |
| マン屁出すぎてごめんなさい…                                                         | 12月24日                            | BALTAN                 |                             |        |

| 2011年 | 2011年   | 2011年                    | 2011年         | 2011年 |
| タイトル | 発売日   | メーカー                  | 備考           |        |
| --- | -------- | ------------------------- | -------------- | ------ |
| 女子社員のハミ乳と無防備パンチラにギン勃ちした僕 先に手を出すのはどっちだ?!                                                 | 1月8日   | ヒビノ                    |                |        |
| 肉厚デカ尻OL | 1月13日  | MOODYZ                    |                |        |
| お尻天国 | 1月13日  | みるきぃぷりん♪           |                |        |
| 制服とスク水とブルマと手コキ                                                                                                | 1月21日  | セックスエージェント      | オムニバス作品 |        |
| フェラチオマエストロ 極上濃厚口内射精集。 3                                                                                 | 1月21日  | セックスエージェント      | オムニバス作品 |        |
| 非日常的悶絶遊戯 いつもお酒に飲まれてしまう若妻、香奈の場合                                                                 | 1月25日  | AVS                       |                |        |
| マン毛とマン屁の快感レズエステ!                                                                                             | 2月7日   | マドンナ\|                |                |        |
| 学園レズビアン 先生と私の秘密                                                                                               | 2月13日  | MOODYZ                    |                |        |
| 愛液クチュクチュオナニー 4                                                                                                  | 2月18日  | OFFICE K`S                | オムニバス作品 |        |
| ブルマ尻コキ女子校生 2 | 2月18日  | セックスエージェント      | オムニバス作品 |        |
| 体育会系部活少女 水泳部員 かな                                                                                              | 2月25日  | ラマ                      |                |        |
| (裏)手コキクリニック ～完全版～ 性交クリニック 中出し看護スペシャル3                                                        | 3月5日   | SODクリエイト             |                |        |
| 手を使わずお口だけで連続射精 よつんばいフェラ 2                                                                             | 3月18日  | セックスエージェント      | オムニバス作品 |        |
| 裸の主婦 大堀香奈(26)新宿区在住                                                                                             | 3月20日  | プラネットプラス          |                |        |
| しゃぶしゃぶ店の巨乳のおねえさん 今日のお仕事は中出し交尾◆ かな                                                             | 3月24日  | サムシング                |                |        |
| 満尻婦人 ～マン屁妻の膣オナラ～                                                                                             | 3月25日  | Nadeshiko                 |                |        |
| 街行く‘美熟女’限定!過激でHなレズナンパ 4                                                                                    | 4月1日   | V(ヴィ)                   |                |        |
| 女子校生だらけのムレムレ黒スト脚コキ 2                                                                                      | 4月15日  | セックスエージェント      | オムニバス作品 |        |
| 爆乳姉妹と夢の同棲性活 | 4月25日  | kawaii*                   |                |        |
| 自制心を無くした看護師たち 欲望のディープスロート                                                                           | 4月25日  | アロマ企画                |                |        |
| 女上司のミニスカむっちり太腿とケツ肉が卑猥すぎる件                                                                          | 4月25日  | アロマ企画                | オムニバス作品 |        |
| 手コキクリニック14 | 5月7日   | SODクリエイト             |                |        |
| 東京プライベートポルノ 大堀香奈とマン屁セックスをしまくった。                                                               | 5月15日  | ザック                    |                |        |
| なすがままされるがまま 巨乳OL玩具 かな                                                                                      | 5月25日  | 隼エージェンシー          |                |        |
| 裸のペット マン屁が出過ぎる全裸ペットの物語                                                                                 | 6月1日   | ローグ・プラネット/妄想族 |                |        |
| お尻とおっぱいと時々マン屁～生中出し～                                                                                      | 6月25日  | the WoRLd                 |                |        |
| 間違えて男湯にタオル一枚で入ってきた女性客に、周りの男達は欲情して勃起チ○ポで群がった                                       | 7月7日   | ヒビノ                    | オムニバス作品 |        |
| プロヘェッショナル 働く女たちのSEX流儀 1                                                                                    | 7月8日   | LEO                       | オムニバス作品 |        |
| 家庭教師が巨乳受験生にした事の全記録 隠撮カメラFILE                                                                         | 7月21日  | グローリークエスト        |                |        |
| ご奉仕が大好きな巨乳たち | 7月22日  | 隼エージェンシー          | オムニバス作品 |        |
| 我が家のお姉ちゃんがとってもエロいんです                                                                                    | 7月25日  | JUMP                      |                |        |
| 催眠スペレズ病棟 白い精薬                                                                                                   | 8月13日  | MOODYZ                    |                |        |
| 潮マン屁びっしょびしょぶりっぶり欲望のままにエクスタシー                                                                    | 8月19日  | クロス                    |                |        |
| 淫乱若奥さま 発情するEカップボディ                                                                                          | 8月19日  | ドグマ                    |                |        |
| 惜しげもなく大胆にブルマを見せつけてくるブルチラ女子校生                                                                    | 8月20日  | ディープス                | オムニバス作品 |        |
| 夫のせいで何度も犯される人妻 かな                                                                                           | 8月25日  | 隼エージェンシー          |                |        |
| こだわりの手コキ 4時間SP 35人のハンドメイド 20                                                                              | 8月25日  | 隼エージェンシー          | オムニバス作品 |        |
| 橋田貴光のAV女優ガチ撮り個人撮影 9 悪用禁止!!言葉でイキまくる究極洗脳SEX『絶舌ベロ舐め野外トランス超淫M改造』               | 8月29日  | メディア総販ソレイル      |                |        |
| マン屁が卑猥な女子校生 | 9月2日   | h.m.p                     |                |        |
| 性交クリニック 妄想拡大スペシャル                                                                                           | 9月8日   | SODクリエイト             |                |        |
| 見かけによらないゴックン少女 カマトト優等生は濃い～のがお好き                                                               | 9月15日  | ワープエンタテインメント  |                |        |
| 美少女制服レズ日記 5 | 9月20日  | ピーターズ                |                |        |
| チン毛が生えたての少年が近所で評判のデカパイ三姉妹にHなイタズラ大作戦                                                       | 9月22日  | V&Rプロダクツ             |                |        |
| 巨乳痴女大乱交スペシャル | 9月25日  | 美                        |                |        |
| 裸のOL 経理課 | 9月25日  | プラネットプラス          |                |        |
| MOODYZファン感謝祭 バコバコバスツアー2011 AVアイドルNo.1決定戦SP!!                                                          | 10月1日  | MOODYZ                    |                |        |
| 女子校生の巨尻ディルドオナニー Vol.2                                                                                        | 10月7日  | OFFICE K`S                | オムニバス作品 |        |
| お漏らしこすりつけオナニー                                                                                                  | 10月7日  | OFFICE K`S                | オムニバス作品 |        |
| ボディースーツが食い込んでいるムチムチ巨乳インストラクターです。                                                            | 10月19日 | ブロッコリー/妄想族       |                |        |
| 狂乱 覚醒 催眠 アファーメーション                                                                                           | 10月19日 | ドグマ                    |                |        |
| イグイグ大乱交 | 10月19日 | 乱丸                      |                |        |
| パンティ穿いたまま指オナニー                                                                                                | 10月21日 | OFFICE K`S                | オムニバス作品 |        |
| 働く人妻のいけない情事 | 10月25日 | 隼エージェンシー          | オムニバス作品 |        |
| MOODYZファン感謝祭 うらバコバコバスツアー2011 補欠者救済プロジェクト!!                                                      | 11月1日  | MOODYZ                    |                |        |
| 放課後ソープランド 2 | 11月5日  | アキノリ                  |                |        |
| おっぱいサッカー なめしこイレブン                                                                                           | 11月7日  | プレミアム                |                |        |
| 舐めビッチ 制服ビッチのふしだら全身リップ                                                                                   | 11月15日 | ワープエンタテインメント  | オムニバス作品 |        |
| クンニ貴婦人 男にまんこを舐めさせる女                                                                                       | 11月18日 | 映天                      | オムニバス作品 |        |
| キモヲタリーマン朝倉健一の妄想実現映像 2 テカテカ3Pオイル式『唾液とマン汁とザーメンとイラマ嗚咽でぐっちょり体液ぜんぶ漬け』 | 11月21日 | メディア総販ソレイル      |                |        |
| 宅配巨乳ギャル!! 巨乳ギャルをあなたの好きにしていいですよ                                                                   | 11月25日 | 隼エージェンシー          | オムニバス作品 |        |
| 僕の義理の妹、姉、娘はお口を使ってザーメンを抜いてくれる                                                                    | 11月25日 | 隼エージェンシー          | オムニバス作品 |        |
| 友人のAV撮影を見ていたらいつのまにか出演していた素人娘                                                                      | 12月1日  | プレステージ              | オムニバス作品 |        |
| 憧れの巨尻お姉さん HIP88cm                                                                                                  | 12月7日  | デジタルアーク            |                |        |
| ロケットBBS人気ナンバーワン逆ショタ企画 戦隊ヒロインVSちびっこ催眠                                                          | 12月8日  | ROCKET                    |                |        |
| 放課後のガニマタ性交と精飲                                                                                                  | 12月15日 | ワープエンタテインメント  | オムニバス作品 |        |
| テラちんぽ | 12月19日 | みるきぃぷりん♪           |                |        |
| 美3周年記念作品 PERFECT STYLE痴女集団4時間SPECIAL                                                                           | 12月25日 | 美                        |                |        |
| サウナレディのお仕事 8 |          |                           |                |        |

| 2012年 | 2012年  | 2012年               | 2012年         | 2012年 |
| タイトル | 発売日  | メーカー             | 備考           |        |
| --- | ------- | -------------------- | -------------- | ------ |
| SEXのハードルが異常に低い世界 | 1月7日  | ディープス           | オムニバス作品 |        |
| 私たちは何度も力ずくで犯され身も心も全て男の人に絶対服従を誓いました | 1月13日 | 隼エージェンシー     | オムニバス作品 |        |
| 禁断介護 大堀香奈 | 1月19日 | グローリークエスト   |                |        |
| 女体悶絶実験病棟 7 | 1月20日 | MAD                  | オムニバス作品 |        |
| JK Bitch 押しに弱すぎるM痴女巨尻女子校生 | 1月23日 | メディア総販ソレイル |                |        |
| フェラでイカせてあげる!!20人のいやらしいお口!! 私たち、男の人を気持ちよくザーメンを抜くのが大好きなんです | 1月25日 | 隼エージェンシー     | オムニバス作品 |        |
| ケガのお見舞いに巨乳の女友達が来てくれた!献身的に体を拭いてくれるから、オナニーできないボクのチ〇ポはビンビン反応。それに気付いた女の子も興奮しちゃったのだろうか?動けないボクの上にまたがり腰を振り始めちゃいました! | 2月2日  | グローリークエスト   | オムニバス作品 |        |
| 卒業 旅立ちの春に | 2月16日 | タカラ映像           |                |        |
| それでも貴方に愛されたいから… ～夫の性癖を満足させるために躾けられる巨乳妻～ かな | 3月1日  | Fitch                |                |        |
| ワリキリ素人巨乳 カナ91cm Eカップ 街でみかけた着衣巨乳痴女お姉さんのヤリモクワリキリバイト。 | 3月7日  | WEEKENDER            |                |        |
| 転校したら男は僕一人ぼっちだった…。 8 | 3月8日  | アキノリ             |                |        |
| 女性限定の秘密のサービスが噂のレズエステサロン | 3月8日  | GARCON               |                |        |
| 巨乳人妻温泉 イヤシの宿6 | 3月11日 | LEO                  | オムニバス作品 |        |
| 夫のせいで私は見ず知らずの男たちに犯されましたII | 3月13日 | 隼エージェンシー     | オムニバス作品 |        |
| ムチムチタイトスカートバス | 3月22日 | ディープス           | オムニバス作品 |        |
| エロくて可愛い奉仕好き女にお口と手こきで連続発射されちゃいました | 3月25日 | 隼エージェンシー     | オムニバス作品 |        |
| 堕ちていく人妻たち 夫のために生活のために体を売るセレブ妻 | 3月25日 | 隼エージェンシー     | オムニバス作品 |        |
| 夫の留守に…襲われた新妻!! 4 | 4月15日 | ソルト・ペッパー     |                |        |
| 露天混浴温泉郷 | 4月19日 | グローリークエスト   |                |        |
| 官能若妻肉棒握り | 4月20日 | セックスエージェント | オムニバス作品 |        |
| 接吻されながらエロ目線で見つめられながらシコシコ手こきをしてくれる人妻たちII | 4月25日 | 隼エージェンシー     | オムニバス作品 |        |
| 清楚巨乳若妻 激しいプレイに憧れて… 2 | 4月27日 | Mellow Moon          |                |        |
| ムレムレブルマバス 4 | 5月10日 | ディープス           | オムニバス作品 |        |
| 誰にも言えない禁断のレズ恋愛 姉妹 ～姉が嫁ぐまでの7日間～ | 5月10日 | ディープス           |                |        |
| 合宿中にフリフリのアンダースコートで燃え上がるアンスコ女子テニス部 | 5月10日 | ディープス           | オムニバス作品 |        |
| 地下室で親友に犯されて ～屈折した愛情～ | 5月13日 | U&K                  |                |        |
| THEデリバリー!!巨乳ギャル4時間SP | 5月13日 | 隼エージェンシー     | オムニバス作品 |        |
| サウナレディのお仕事 素人ユーザー無料開放スペシャル |         |                      |                |        |

### アダルトサイト
- h230 坂口未幸 （HAPPY FISH 〜幸福な魚たち〜）